# 시노다 마리코
시노다 마리코 (篠田 麻里子, 1986년 3월 11일 ~ )는 패션 모델 겸 솔로 겸 ricori프로듀서 겸 디자이너 겸 일본 여성 아이돌 그룹 전 AKB48 팀A의 캡틴, 최연장자이다. AKB48 팀A의 2번째 캡틴이다.

## 개요
2005년 AKB48 제1기 오디션에서 탈락했다. AKB48 극장에서 「48's Cafe」직원이 되는 것을 타진되고 12월 AKB48 활동 전 카페 아르바이트로 근무를 시작했다.
2006년 1월, AKB48 찾기 회원 인기 투표에서 카페 아가씨임에도 불구하고 1위에 올랐다는 사실을 우연히 들었던 아키모토 야스시에 의해서 AKB48의 멤버로 발탁됐다. 그 당시 「12곡의 노래와 안무를 기억해라, 시간은 공연까지 4일간」이라는 조건이었다. 22일 밤 공연에서 첫 무대를 장식 다른 1기생 회원에서 1달 반 늦게 AKB48(팀 A)으로서의 활동을 시작했다. 2007년 9월 1일 썸데이에 소속이 결정된 것을 발표했다.
2008년 7월에 처음으로 단독 사진집 「Pendulum」를 발매했다. AKB48멤버 중 첫 단독 사진집이었다. 또한 쇼가쿠칸 슈에이샤 프로덕션의 패션잡지 「MORE」11월호 잡지의 전속 모델이 된다. 다음 2009년 7월 개표 《AKB48 13th 싱글 선발 총선거 '하나님께 맹세코 가치입니다'》에서는 3위에 입선했다. 니혼TV계 10월기 「기네 - 산부인과 여자들」에서 연속 드라마 첫 출연을 완수했다.
6월 개표 《AKB48 17th 싱글 선발 총선거 〈어머니에게 맹세하여 가치입니다〉》에서는 3위에 입선했다. 12월에는 현지 후쿠오카현 KBC 라디오에서 자신의 첫 단독 프로그램 인 「시노다 마리코와 유쾌한 동료들」이 방송을 시작했다.
2011년 1월부터 후지 TV 월9드라마 《소중한 것은 전부 네가 가르쳐 주었어》에 고정 출연했다. 최초의 월9드라마였다. 또한,《우리 개 이야기》로 영화에 첫 출연했다. 2월 규슈 아사히 방송 《후쿠오카 연애 백서》에서 단편 드라마에 첫 출연했다. 4월에는 NHK 스페셜과 코라보 한 최초의 왕관 TV 프로그램 〈마리코님의 이공님!〉 방송을 시작했다.
6월에 개표된 《AKB48 22nd 싱글 선발 총선거 〈금년도 가치입니다〉》에서는 4위에 입선했다. 다음 7월에 방송이 시작된 LISMO「호두 옷가게」에서 첫 연속 드라마 주연을 완수. 그리고 9월 「AKB48 24th 싱글 선발 가위바위보 대회」에서 우승을 차지했다. 이에 따라서 AKB48의 24번째 싱글에서 자신의 첫 센터 포지션과 AKB48 총출연 미카쿠토 「풋쵸」의 TV 광고센터권을 획득했다.
10월 토호 시네마즈 상영의 짧은 애니메이션 《종이 토끼 도약 〈회람판 편〉》 '최초의 성우'로 출연했다. 또한 11월 공개의 영화 《샐러리맨 NEO 극장판》에서 코미디 영화 출연했다. 같은시기에 발매한 자신의 첫 패션 북「마리코 매거진」는 초판 12만부 이상을 판매 곧바로 증쇄에 단계가 되었다. 그리고 12월 발매의 AKB48의 싱글 ,《우에카라 마리코》최초의 센터 포지션이었다. 회원의 이름이 노래의 제목이 된 것은 AKB48 그룹 사상 최고의 수에서 AKB48 사상 역대 3위에 해당하는 95.9만장의 초동 매상을 기록했다.
2012년 《투탕가멘 전 ~ 황금 보물과 소년 왕의 진실 ~》스페셜 서포터로 취임같은 해, 웨딩드레스 메이커 《KURAUDIA》자신의 프로듀스에 의한 웨딩 드레스 선보여 새로운 브랜드 〈Love Mary〉의 출시를 발표했다. 5월 패션 이벤트 《걸스 어워드》봄 여름 공연은 개막의 톱 타자로 무대를 등장했다. 패션쇼의 최고의 〈최고〉를 장식하는 것은 AKB48 멤버 최초의 것이었다. 6월 개표 《AKB48 27th 싱글 선발 총선거》에서 5위를 차지했다. 8월 24일 《AKB48 in TOKYO DOME 〈1830m의 꿈〉》첫날에서 AKB48 그룹〈총감독〉에 취임하며, 다카하시 미나미 대신 팀A 캡틴으로 임명한다고 발표했다. 8월 29일 후쿠오카시가 개설한 가상의 구역이다. 《카와이 구》의 구청장에 임명했다. 다음해 2월 19일에 후쿠오카 시 측의 사정으로 퇴임할때까지 맡았다. 9월 18일에 개최된 《AKB48 29th 싱글 선발 가위바위보 대회》에서는 5위를 차지했다. 10월 9일 《네일 퀸 2012》의 아티스트 부문을 수상했다고 발표했다. 11월 1일 팀A 캡틴으로 취임했다.
2012년 12월 2일 패션 브랜드 ricori(리코리)를 출시했으나, 프로듀서 겸 디자이너로, 2013 Spring & Summer Collection보다 데뷔했다.
12월 11일, 니혼 모니터에 따르면 〈2012년 탤런트 CM 기용 사수 랭킹〉에서 이타노 토모미와 더불어, 여성 부문 최다인 20개 주2회의 CM에 기용된 것으로 알려졌다.
2013년 9월 28일에 개최된 〈Girls Award 2013 AUTUMN / WINTER〉에서 저가 항공사 피치 항공과 협력을 발표했다. 같은 해 10월 27일에는 이날부터 운항을 시작하는 간사이 - 나리타 선 첫 편에 회사 공인 CA 주 3회로 승무했다.

## AKB48 관련
AKB48의 멤버 중에서 나이가 제일 많은 시기가 있었다. 2011년 싱글 《우에카라 마리코》의 제목도 그 점이 주목되고 있다는 것이었다. NTT 토코모에 따르면 2011년 조사 기획 〈동경 장신 미인 젊은 연예인 랭킹〉에서 카리나와 하세가와 준에 이어 3위에 입선하고 있다. AKB48 우표 슬림 육체의 소유자로, 그것을 살려 잡지 《MORE》의 전속 모델로 활동중이다. 그 스타일 유지 방법으로 주당 5회, 적어도 1 회는 근육 트레이닝 을 할 뜻을 이 지상에서 밝히고있다.
AKB48 중에서도 동성 즉 여성의 지지가 높은 멤버로 알려져왔다. 167센터미터의 장신에 호리 호리한 몸매의 모델 체형인 것이나, 동 그룹 장남의 〈누님 캐릭터〉다른 그 눈의 매력에 대한지지 등이 그 이유로 꼽히고 있다. 〈AKB48의 No.1 패션 리더〉로 불린다. 2012년 〈제4회 AKB48 선발 총선거〉현장에서 여성팬 대상의 실지 조사를 받고 있으며, 〈세련이라고 생각 회원〉은 코지마 하루나 및 이타노 토모미를 제치고 1위가 되는 사실이다.
AKB48의 최고령 회원 인 경우도 있고, 평소부터 졸업을 소문되는 존재임을 대해 〈AKB48 27th 싱글 선발 총선거〉에서 5 위를 차지했다 때 연설에서는 〈후배에게 자리를 양보하는 분도 있을지도 모릅니다. 그래도 자리를 양보하지 않는 경우에 세우지 멤버는 AKB는 이길 수 없다고 생각합니다.〉라고 단언, 〈호감 노력으로 오세요. 저는 언제나 기다리고 있습니다.〉〈 그런 든든한 후배가 나온다면, 나는 미소로 졸업 싶습니다.〉고 밝혔다.
2013년 6월 8일 닛산 스타디움에서 개최 된 <AKB48 슈퍼 페스티벌 ~닛산 스타디움、小 (ち) っちぇっ! 小 (ち) っちゃくないし!!~)> 제2부의 AKB48 32nd 싱글 선발 총 선거 개표 이벤트 <~꿈은 혼자서 꿀 수 없다~>에서는 전년에 이어 제 5 위를 차지했다. 단상 연설에서 〈7월 후쿠오카 돔 공연을 마지막으로 하고 싶다.〉AKB48에서 졸업하는 것을 표명했다. 총선 후 6월 15일 AKB48 운영 측면에서 7월 21일 후쿠오카 돔 공연에서 <시노다 마리코 AKB48 졸업 행사>를 공식적으로 발표했다.
2013년 7월 21일 후쿠오카 야후 재팬 돔에서 개최된 《AKB48 · 2013 한여름의 돔 투어 ~ 아직도, 하지 않으면 안되는 것이있다 ~》 2일째 공연에서 실시 된 졸업 세레모니 속에서 차기 주장으로서 팀A 요코야마 유이를 임명했다.
다음날인 7월 22일에 AKB48 극장에서의 공연을 마지막으로 AKB48을 졸업했다.

## 친구
마에다 아츠코.오오시마 유코.코지마 하루나.노로 카요.SKE48 팀S : 마츠이 쥬리나.메일친구 : 야스다 케이

## AKB48의 참가 곡

### 싱글 CD 곡
- 桜の花びらたち / 벚꽃의 꽃잎들
- スカート、ひらり / 스커트, 휘이익

### 싱글 CD 선발곡
- 会いたかった / 만나고 싶었어
- 制服が邪魔をする / 교복이 방해를 해
- 軽蔑していた愛情 / 경멸하고 있던 애정
- BINGO!
- 僕の太陽 / 나의 태양
- 夕陽を見ているか? / 석양을 보고 있을까?
- ロマンス、イラネ / 로맨스, 필요 없어
- 桜の花びらたち2008 / 벚꽃의 꽃잎들 2008
- Baby! Baby! Baby!
- 大声ダイヤモンド / 큰 목소리 다이아몬드
- 10年桜 / 10년 벚꽃
- 涙サプライズ! / 눈물 서프라이즈!
- 言い訳Maybe / 변명 Maybe
- RIVER
- 桜の栞 / 벚꽃 책갈피
  - マジスカロックンロール / 마지스카 로큰롤
- ポニーテールとシュシュ / 포니테일과 슈슈
- ヘビーローテーション / 헤비 로테이션
  - ラッキーセブン / 럭키 세븐
  - 野菜シスターズ / 야채 시스터즈 - 야채 시스터즈 명의
- Beginner
- 〈チャンスの順番 찬스의 차례〉에 수록
  - 予約したクリスマス / 예약해둔 크리스마스
  - 胡桃とダイアローグ / 호두와 다이얼로그 - 팀A 명의
- 桜の木になろう / 벚나무가 되리
- 誰かのために -What can I do for someone?- / 누군가를 위해서-What can I do for someone?-
- Everyday、カチューシャ / Everyday, 카츄샤
  - これからWonderland / 지금부터 Wonderland
  - ヤンキーソウル / 양키 소울
- フライングゲット / 플라잉 겟
  - 青春と気づかないまま / 청춘이란 걸 깨닫지 못한 채
  - アイスのくちづけ / 아이스의 입맞춤
  - 野菜占い / 야채 점 - 야채 시스터즈 2011 명의
- 風は吹いている / 바람은 불고 있어
- 上からマリコ / 위에서부터 마리코
  - ノエルの夜 / 노엘의 밤
  - 隣人は傷つかない / 이웃은 상처받지 않아 - 팀A 명의
- GIVE ME FIVE! (신시사이저 담당)
  - スイート&ビター / 스위트&비터 - 셀렉션6 명의
- 真夏のSounds good ! / 한여름의 Sounds good !
  - ちょうだい、ダーリン! / 주세요, 달링!
- ギンガムチェック / 깅엄 체크
  - 夢の河 / 꿈의 강
- UZA
  - 孤独な星空 / 고독한 별하늘 - 팀A 명의
- 永遠プレッシャー / 영원 프레셔
- So long !
  - Ruby - 시노다 팀A 명의
- さよならクロール / 안녕 크롤
  - イキルコト / 살아가는 것 - 팀A 명의
- 恋するフォーチュンクッキー / 사랑하는 포춘 쿠키
  - 最後のドア / 마지막 문
  - 涙のせいじゃない / 눈물 탓이 아니야

### 극장 공연 유닛곡
팀A 1st Stage 〈PARTY가 시작돼요〉 공연
- キスはだめよ / 키스는 안돼요（2nd UNIT)

팀A 2nd Stage 〈만나고 싶었어〉 공연
- 涙の湘南 / 눈물의 쇼난
- 背中から抱きしめて / 뒤에서 안아줘요
- リオの革命 / 리오의 혁명

팀A 3rd Stage 〈누군가를 위해서〉 공연
- Bird
- 制服が邪魔をする / 교복이 방해를 해

팀A 4th Stage 〈지금 연애 중〉 공연
- 帰郷 / 귀향

해바라기조 1st Stage 〈나의 태양〉 공연
- 向日葵 / 해바라기

해바라기조 2nd Stage 〈꿈을 죽게 할 수는 없어〉 공연
- Confession

팀A 5th Stage 〈연예 금지 조례〉 공연
- 真夏のクリスマスローズ / 한여름의 크리스마스 로즈

THEATRE G-ROSSO 〈꿈을 죽게하는 것 가지 않는다〉 공연
- Confession

팀A 6th Stage 〈목격자〉 공연
- サボテンとゴールドラッシュ / 선인장과 골드러쉬

## 인물
후쿠오카현 마에바루 시출신이며, 후쿠오카현립 이토시마고등학교를 졸업했다. 소속사는 섬데이이다.
- AKB48의 제1기 오디션을 탈락하고 AKB48의 굿즈 판매 아르바이트를 했다고 한다.
- 2013년 7월 21일 후쿠오카 돔 공연에서 AKB48 팀A 졸업.
- SKE48 팀KII 최연장자 사토 미에코와 최연장자.

## 출연

### 드라마
- 《러브 게임》 제11화 (2009년 7월 2일, 니혼TV 계열） - 류카 역
- 《기네: 산부인과의 여자들》 (2009년 10월 14일 - 12월 9일, 니혼TV 계열） - 토다 역
- 《마지스카 학원》 (2010년 1월 8일 - 3월 26일, TV도쿄 계열） - 사도 역
- 《소중한 것은 전부 네가 가르쳐 주었어》 (2011년) - 도토 사야카 역
- 《후쿠오카 연애 백서 6 〜두개의 Love Story〜》 (2011년 2월, KBC TV 제작) - 주연
- 《마지스카 학원 2》 (2011년 4월 15일 - 7월 1일, TV도쿄 계열） - 사도 역
- 《테라포마스 / 새로운 희망》 (2016년 4월 24일, dTV)
- 《해피메리 ~ Happy Marriage!? ~》 (2016년 6월 22일 - 8월 31일, Amazon）

### 영화
- 《리:본》(2016년） - 뉴트 역
- 《테라포마스》(2016년） - 오사코 소래 역
- 《비지란테》(2017년）
- 《카이지 파이널 게임》(2020년）

### 뮤직비디오 (한국)
- 2016년 지코 - 사랑이었다 (Vocal 루나)